# Friend Motors Corporation
Friend Motors Corporation war ein US-amerikanischer Hersteller von Automobilen.

## Unternehmensgeschichte
Otis C. Friend hatte bereits als Autoverkäufer für Locomobile und später als Verkaufsmanager und Präsident der Mitchell Motors Company Erfahrungen im Automobilbau gesammelt. Anfang 1920 übernahm er die Olympian Motors Company aus Pontiac in Michigan. Er gründete sein eigenes Unternehmen in der gleichen Stadt. Er plante, den Olympian vorerst weiter zu produzieren, und gleichzeitig ein neues Modell zu entwerfen. Drei Fahrzeuge der neuen Marke Friend waren auf der New York Automobile Show im Januar 1921 ausgestellt. Ende 1921 kam die Produktion zum Erliegen. Bis dahin waren etwa 50 Fahrzeuge entstanden. Am 1. Mai 1922 folgte der Bankrott.

## Fahrzeuge
Das einzige Modell des Friend ähnelte dem letzten Olympian. Ein Vierzylindermotor mit 31 PS Leistung trieb die Fahrzeuge an. Das Fahrgestell hatte 284 cm Radstand. Als Aufbauten standen Roadster und Coupé mit jeweils drei Sitzen sowie Tourenwagen und Limousine mit jeweils fünf Sitzen zur Wahl.
Ein Fahrzeug mit einem Sechszylindermotor wurde zwar angekündigt, aber nicht fertiggestellt.